# 12th Conference of the International Woman Suffrage Alliance
12th Conference of the International Woman Suffrage Alliance var en internationell konferens som ägde rum i Istanbul i Turkiet 18–24 april 1935. Det var den tolfte internationella konferensen om kvinnors rättigheter som organiserades av International Alliance of Women. 
Türk Kadinlar Birligi stod värd, och dess ordförande Latife Bekir förklarade då att Turkiet hade uppnått så radikala reformer till fördel för kvinnor att det inte längre fanns ett behov av föreningen. 
Vid denna tid blev organisationens internationella arbete försvårat av både den pågående depressionen och den ökande militarismen och fascismen, och man lyckades inte komma överens om några effektiva internationella strategier.